# Parafia św. Bartłomieja w Koszutach Małych
Parafia Świętego Bartłomieja w Koszutach Małych jest jedną z 9 parafii leżącą w granicach dekanatu słupeckiego. Erygowana w XIV wieku.

## Dokumenty
Księgi metrykalne:
- ochrzczonych od 1945 roku
- małżeństw od 1945 roku
- zmarłych od 1945 roku